# Mont Dolent

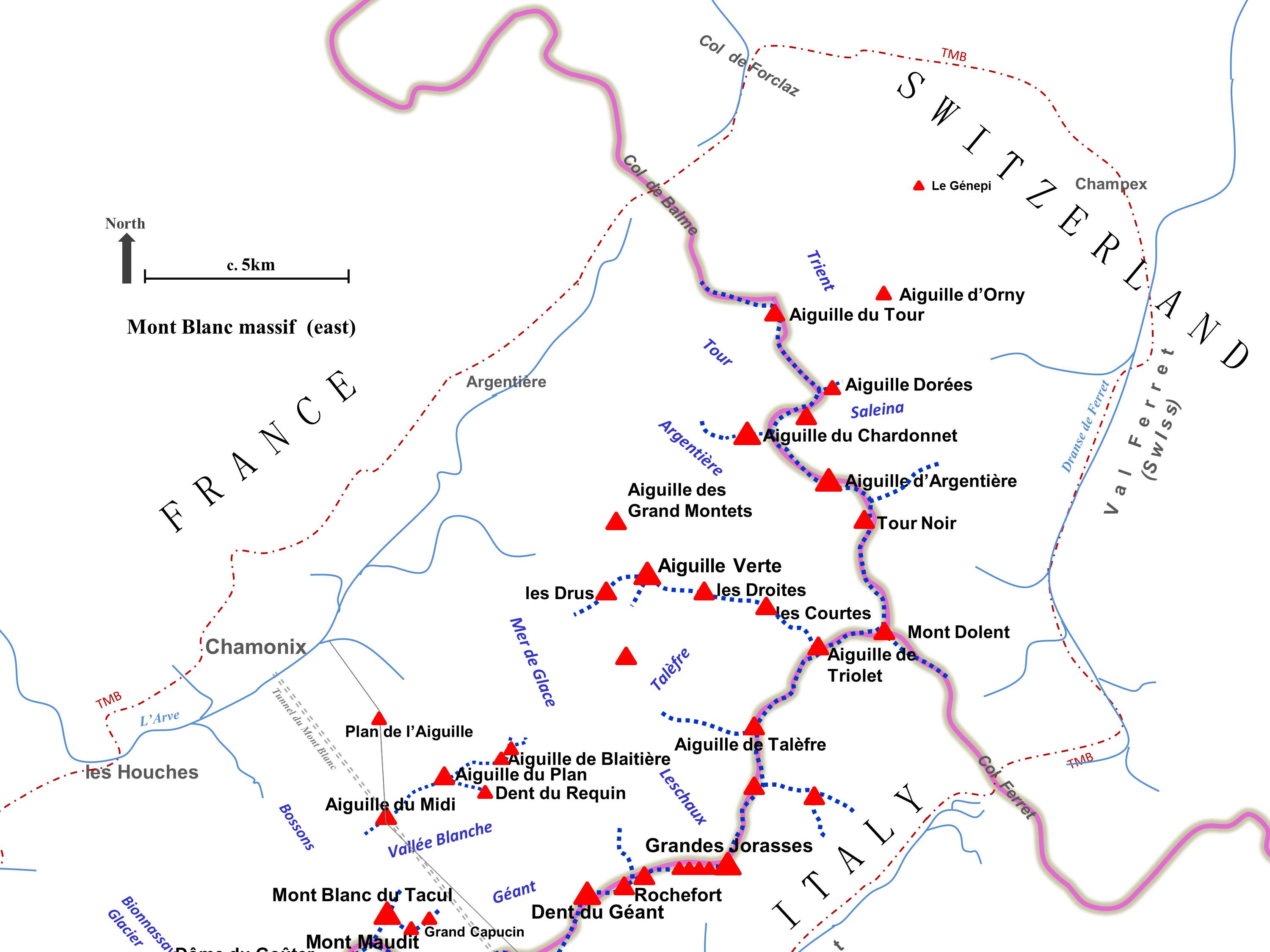
Mapa del massís del Mont Blanc mostrant el Mont Dolent a la frontera entre els tres estats.

El Mont Dolent (3,823 metres) és un cim del massís del Mont Blanc situat al final de la glacera d'Argentière fent de frontera entre els estats italià (Vall d'Aosta), suís (Valais) i francès (Alta Savoia). Com a muntanya, el Mont Dolent és considerat com el trifini entre Itàlia, Suïssa i França, tot i que el punt de coincidència fronterera es troba a 3,749 metres, uns 100 metres al nord-de l'oest del seu cim.
La primera ascensió de la muntanya fou el 9 de juliol de 1864 per A. Reilly i Edward Whymper amb els guies Michel Croz, H. Charlet I M. Payot. Whymper va descriure l'ascensió al seu llibre Scrambles amongst the Alps. El 1954, una estàtua de la verge Maria fou instal·lada al pic per un grup de joves del Valais.
El Mont Dolent té quatre cares, oferint neu de qualitat bona i escalades de gel de diversos nivells de dificultat. Tanmateix, l'única ruta directa al cim (amb grau de dificultat PD) és al seu vessant sud via la glacera de Pré de Bar, acabant al llarg d'un tram curt i exposat de l'aresta sud-est. El refugi-bivac Fiorio (també conegut com a Refuge Bivouac du Dolent) proporciona el punt d'inici més proper per a una ascensió de 4 hores des del costat valldostà.:131 La ruta més fàcil (grau AD) és via la carena est, tot començant des del bivac també anomenat del Dolent (la Maye) al costat suís.:133

## Refugis
- Bivacco Fiorio o Refuge Bivouac du Dolent – 2,724 m
- Bivac du Dolent - la Maye – 2,667 m
- Cabane de l'A Neuve – 2,735 m
- Cabane Argentière – 2,771 m

## Galeria

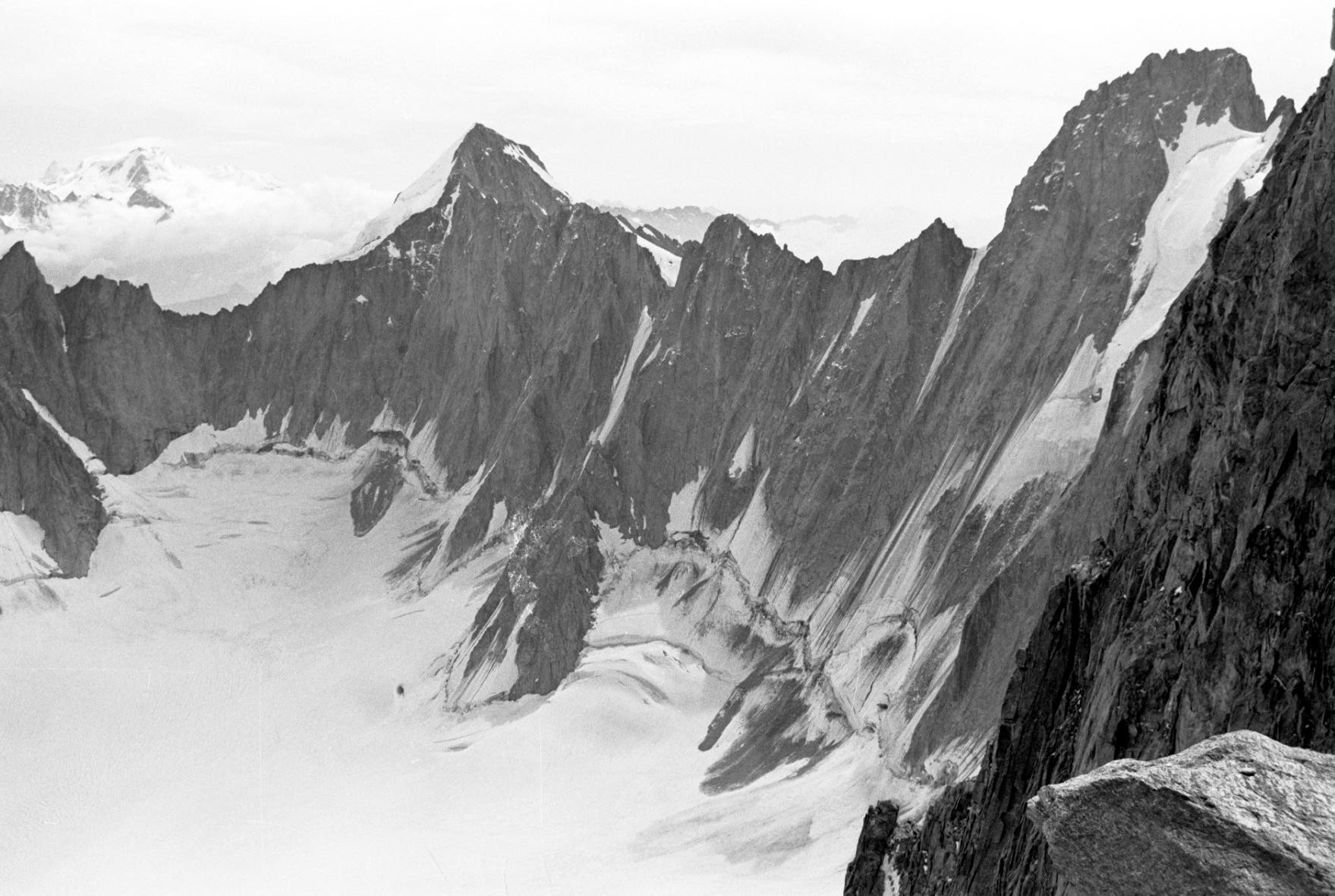
Cara nord del Mont Dolent and la glacera d'Argentiere.
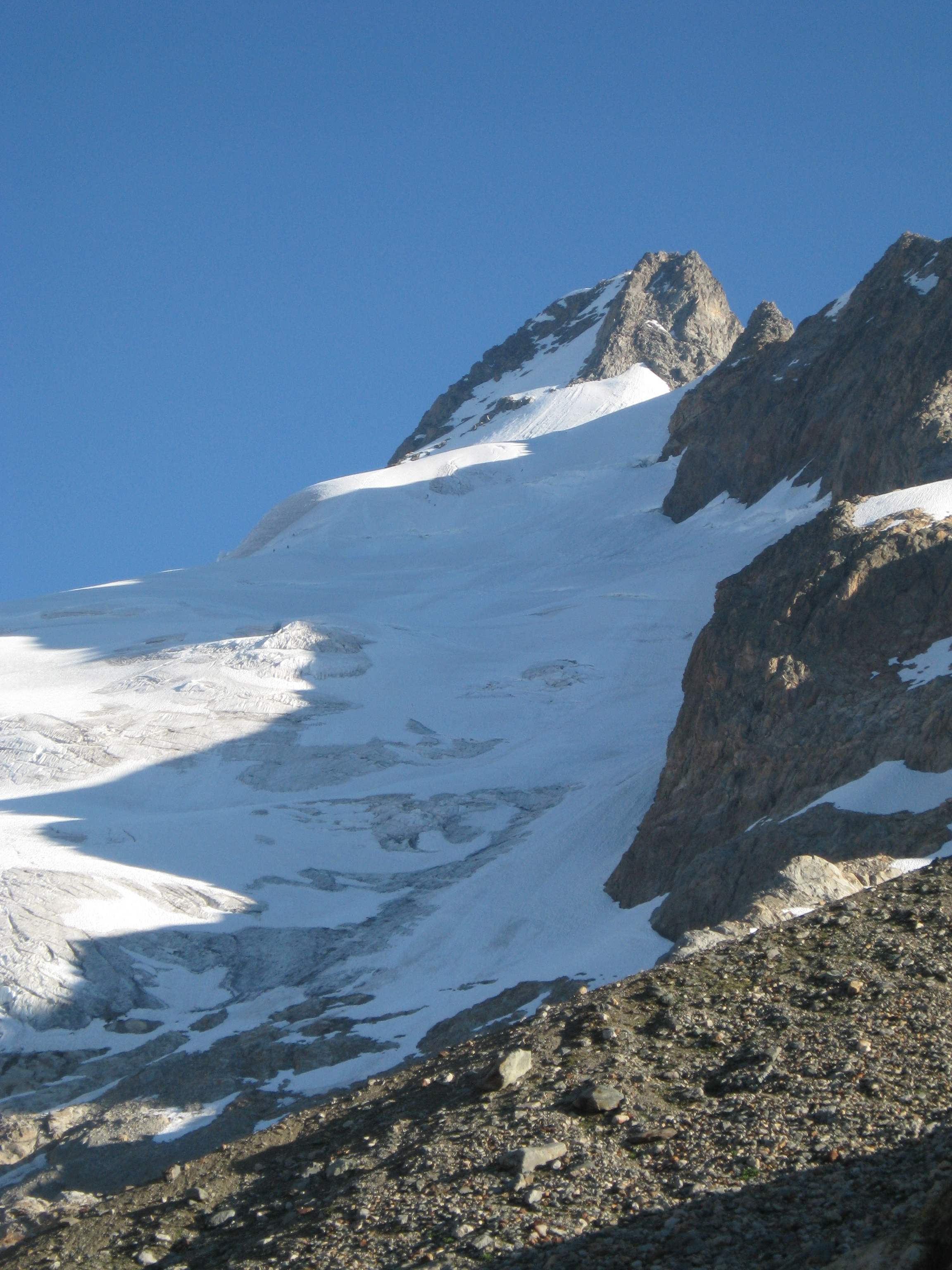
Cara sud del Mont Dolent des del refugi bivac del Dolent.
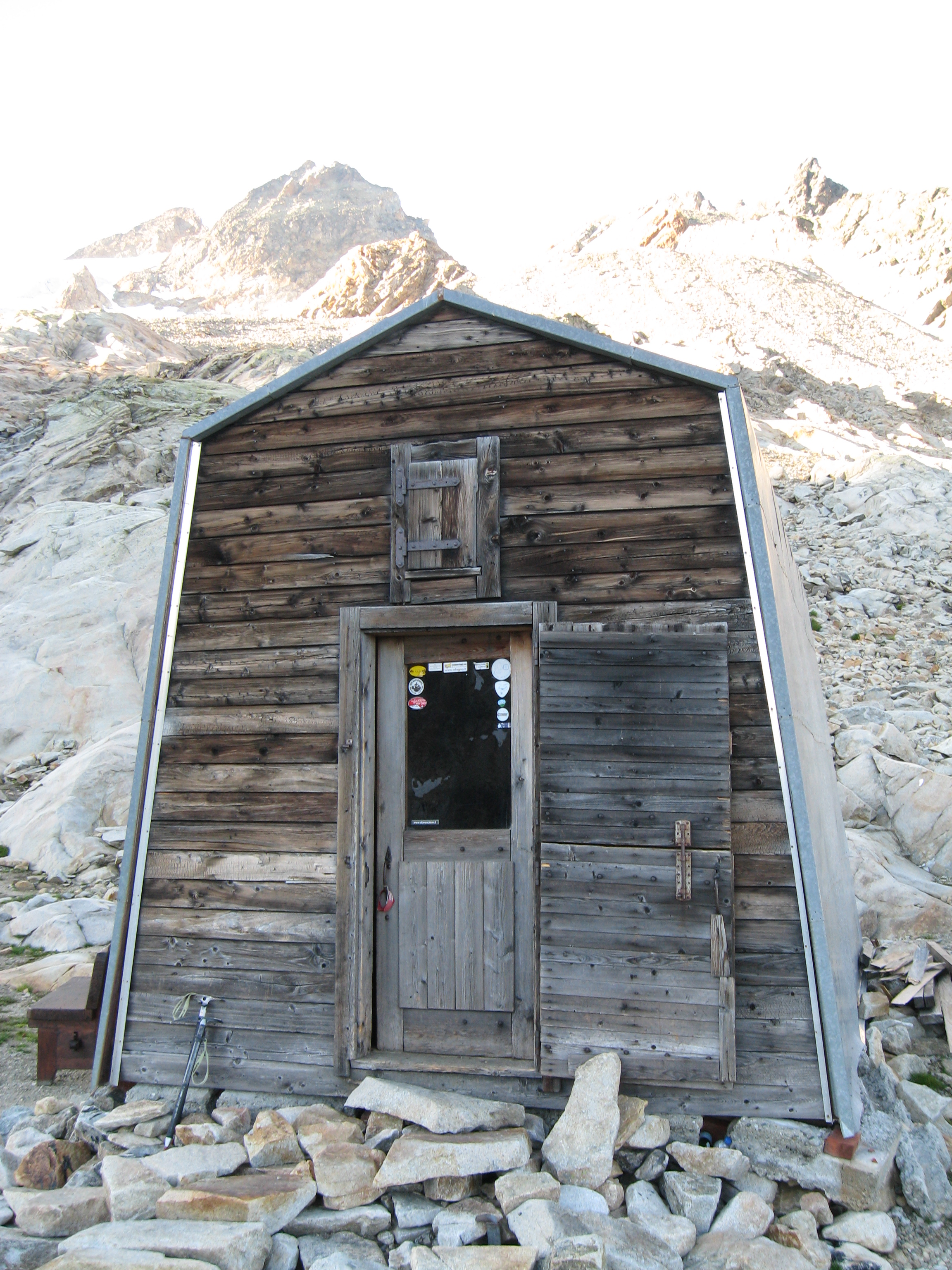
Refugi bivac del Dolent (Fiorio) a la cara sud (valldostana) de la muntanya.
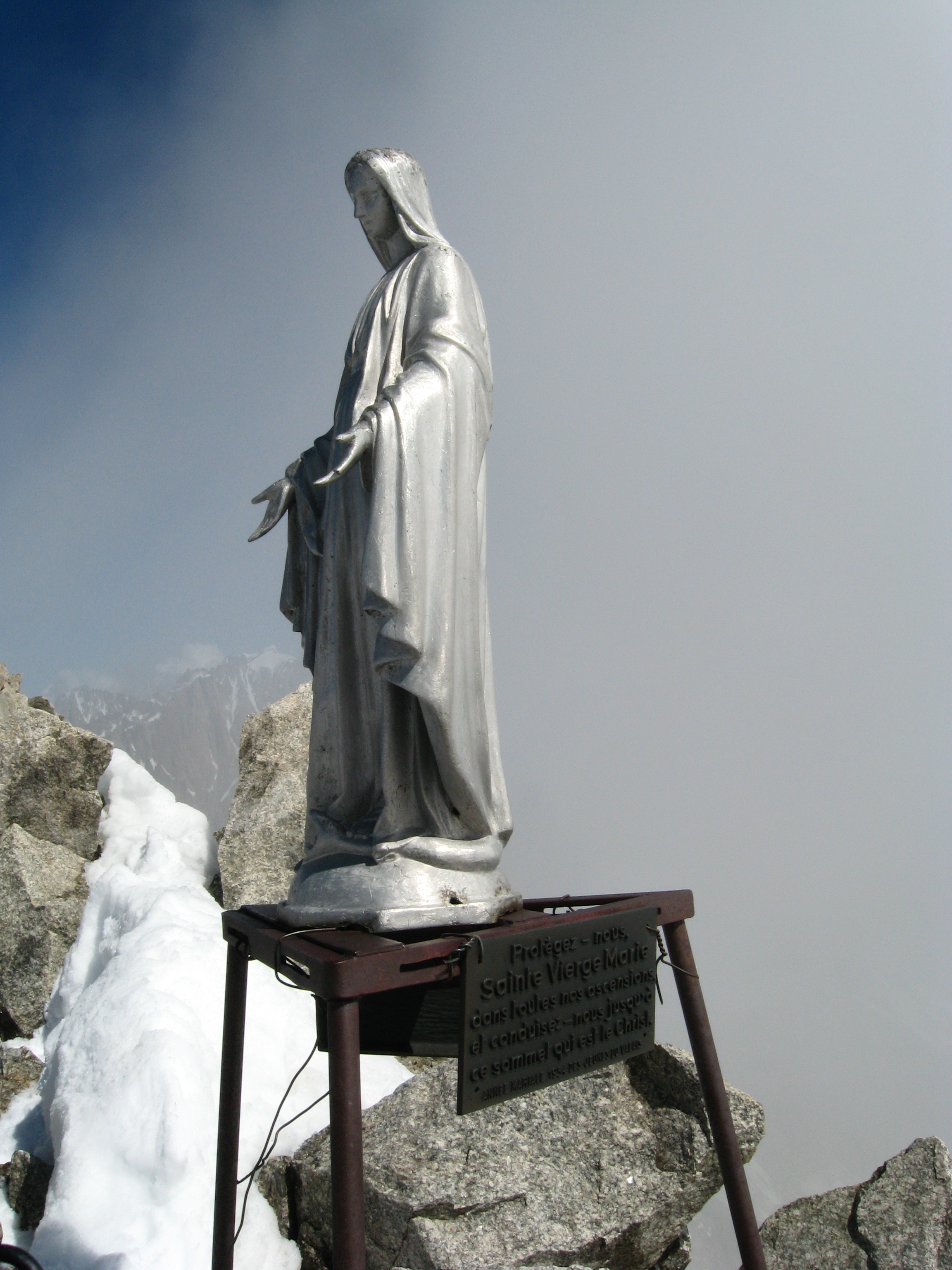
Estàtua del cim del Mont Dolent, amb inscripció.
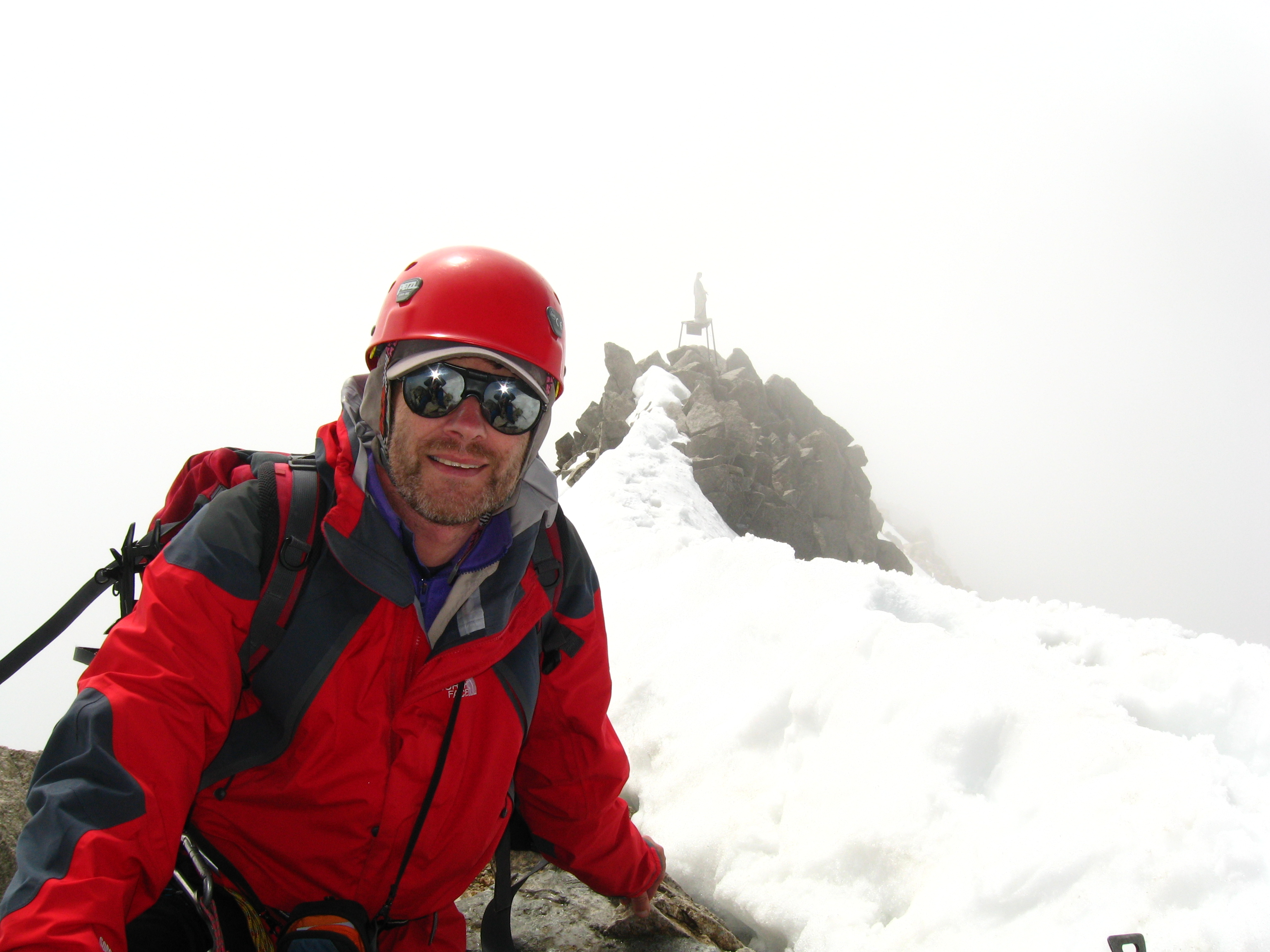
Alpinista al cim del Mont Dolent.
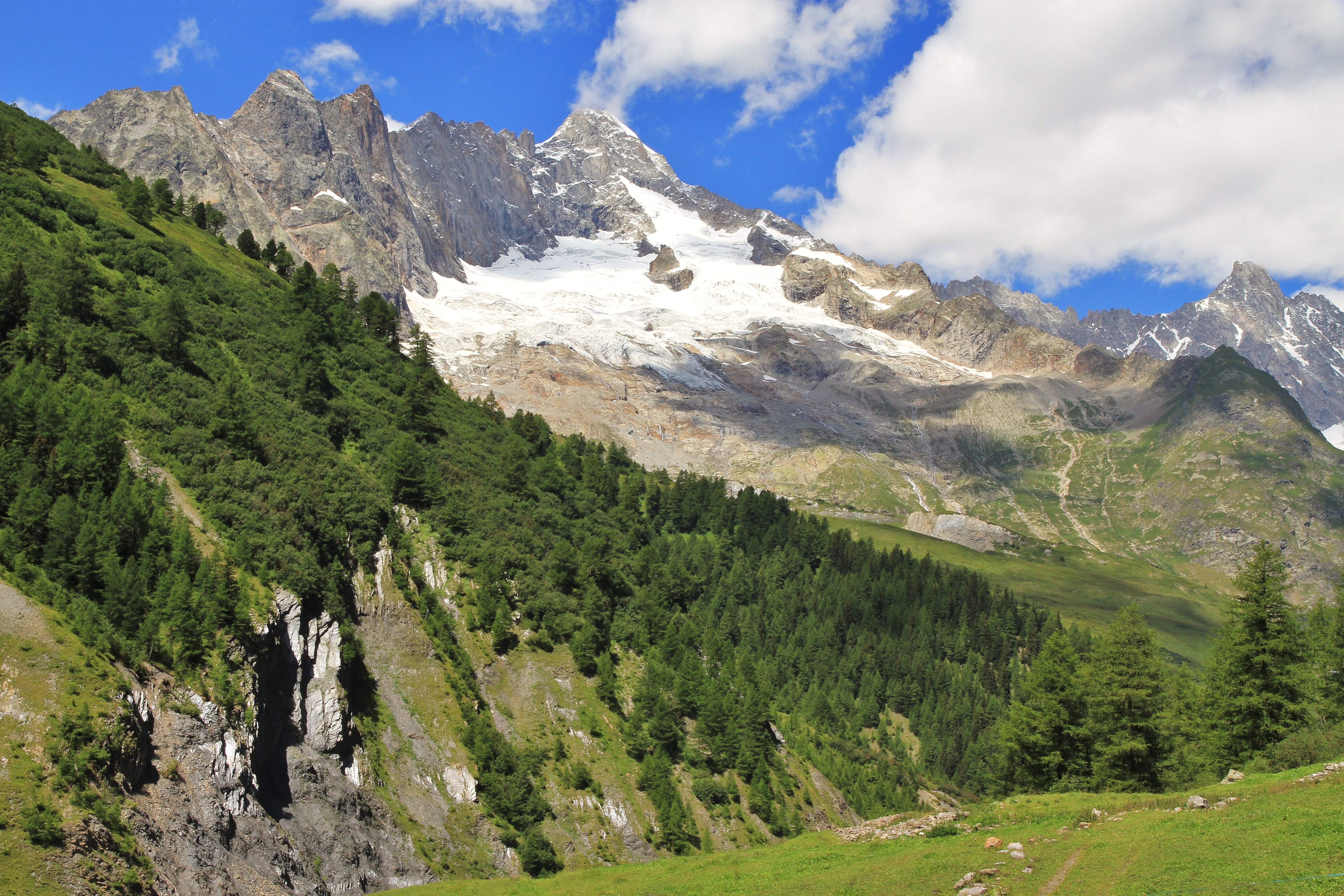
Mont Dolent des de la Vall Ferret